# Manzac-sur-Vern
Manzac-sur-Vern è un comune francese di 561 abitanti situato nel dipartimento della Dordogna nella regione della Nuova Aquitania.

## Società

### Evoluzione demografica
Abitanti censiti